# Elektricermaskinen
Elektricermaskinen er en dansk stum komediefilm fra 1910 produceret af Nordisk Films Kompagni. Filmens instruktør er ukendt
Filmen blev i tysktalende lande distribueret som Die Elektrisiermaschine. 

## Handling
En hestehandler er på markedet og gør en god forretning. Han går på kroen med den sidste køber for at fejre handlen. Han får sine penge i vidunderligt store sølvruller, som han putter i lommen. Senere ser han også på markedets underholdning. Han ser blandt andet en elektrisk klippemaskine, som han er særlig glad for. Han køber maskinen og kører den rundt og bringer rædsel og spænding, uanset hvor han dukker op. Da han endelig indser, at maskinen er en fremragende tyvefælde, kender hans glæde ingen grænser.

## Medvirkende
- Victor Fabian